# Anthurium pirrense
Anthurium pirrense är en kallaväxtart som beskrevs av Thomas Bernard Croat. Anthurium pirrense ingår i släktet Anthurium och familjen kallaväxter. Inga underarter finns listade.